# Irenepharsus trypherus
Irenepharsus trypherus är en korsblommig växtart som beskrevs av Hewson. Irenepharsus trypherus ingår i släktet Irenepharsus och familjen korsblommiga växter. Inga underarter finns listade i Catalogue of Life.